# Dosisaufbau

Tiefendosiskurven unterschiedlicher Strahlenqualitäten in einem gewebeäquivalenten Phantom

Unter Dosisaufbau (auch Dosisaufbaueffekt genannt) versteht man das Phänomen, dass die Strahlendosis hochenergetischer Photonenstrahlung (>>511 keV) bei Eintritt in einen Absorber, etwa Gewebe, mit zunehmender Tiefe zunächst steigt. Der Dosisaufbau erklärt sich durch ein Ungleichgewicht zwischen KERMA, der freigewordenen kinetischen Energie im Verlauf von Ionisationen, und Strahlendosis, der in dem Gewebe deponierten Energie.

## Erklärung

### Photonenstrahlung
Mit zunehmender Photonenenergie nimmt die Wahrscheinlichkeit einer Vorwärtsstreuung der bei einer Ionisation herausgelösten Elektronen aufgrund der Eigenschaften des Klein-Nishina-Wirkungsquerschnitts zu, das heißt, sie bewegen sich überwiegend in Richtung des einfallenden Bestrahlungsfeldes. Direkt an der Hautoberfläche werden die Elektronen freigesetzt, ihre Energie geben sie aber erst in der Tiefe ab. An dem Punkt, an dem gleich viele Elektronen freigesetzt werden, wie stoppen, herrscht Sekundärelektronengleichgewicht. Hier ist der Punkt der größten Dosisdeposition (siehe Abb.). Durch die Verringerung der Photonenfluenz sinkt dann in der weiteren Tiefe die deponierte Dosis exponentiell ab. 
Der Aufbaueffekt ist nützlich, da so die strahlenempfindliche Haut geschont werden kann. Da der Punkt höchster Dosis mit höherer kinetischer Anfangsenergie der Elektronen weiter nach hinten wandert, sind die Photonenenergien im Laufe der Entwicklung sukzessive von 1 MeV bei Kobalt-60 Zerfallsstrahlung (Kobaltkanone) zu 20 MeV bei modernen Linearbeschleunigern erhöht worden (Stand 2015).
In Materialien niedriger Ordnungszahl liegt die Reichweite von Elektronenstrahlung bei einigen Zentimetern. 
Hinzu kommt bei Bestrahlung mit breiten Strahlungsfeldern ein zusätzlicher Dosisbeitrag durch mehrfach gestreute Photonen.
Das Absorptionsgesetz, das einen rein exponentiellen Abfall der Strahlintensität beschreibt, wird bei Berücksichtigung des Dosisaufbaueffekts durch den Aufbaufaktor B ergänzt zu
{\displaystyle I(x)=I_{0}\cdot B(x)\cdot e^{-\mu x}}
Dabei ist der Aufbaufaktor abhängig von der Dicke und dem Material des Absorbers, der Photonenenergie und dem Strahlquerschnitt.

### Teilchenstrahlung (Korpuskularstrahlung)
Da Partikelstrahlung Sekundärelektronen hauptsächlich lateral streut, hat der Dosisaufbaueffekt keine Bedeutung in der Hadronentherapie. Im Gegenteil kann die Hautdosis im Vergleich zu Röntgenbestrahlung sogar höher sein (beachte die Normierung auf die Maximaldosis in der Abbildung). 
Der Dosisaufbaueffekt ist zu unterscheiden vom Bragg-Peak.